# Ptilopsis sexmaculata
Ptilopsis sexmaculata là một loài ruồi trong họ Tachinidae.